# Tupac Yupanqui
Pour les articles homonymes, voir Yupanqui.
Tupac Yupanqui (du quechua Tupaq Inka Yupanki) est le Sapa Inca X (ou dixième souverain inca) et le deuxième empereur historique de l'Empire inca dans la deuxième moitié du XVe siècle,. Il est reconnu comme étant le plus grand conquérant de l'histoire inca. Sous son règne l’Empire voit son extension la plus large et la plus rapide.
Doté d'une réputation de guerrier, il dirige les armées incas sous le règne de son père, le créateur de l'Empire inca, Pachacútec, image du souverain parfait représenté par Manco Capac, fondateur de Cuzco. Suivant la mort du  premier empereur, le gouvernement de Tupac Yupanqui dirige l'expansion méridionale de l'Empire, atteignant le fleuve Maule.

## Biographie

### Montée sur le trône
Au départ c'est son frère Amaru Yupanqui qui est désigné dauphin de leur père Pachacutec. Amaru va d'ailleurs co-régner avec son père pendant une période de cinq à six ans, avec déjà droit de faire construire son palais « Hatun kancha ». Amaru est un fils obéissant, sérieux qui s'efforce de satisfaire son père en tout. Mais cet essai se révèlera infructueux, il ne montrera pas d'aptitudes militaires remarquables et aura du mal à imposer son autorité. Donc il ne satisfait pas pleinement Pachacutec, d'autant que des échos de succès et de talents innés lui arrivent des éducateurs de son autre fils Tupac.
Tupac Yupanqui est alors rappelé vers Q'usqu (Cusco) la capitale ; jaugé sur place, et ayant confirmé ses talents et son aptitude à gouverner, il lui est alors proposé de devenir l'héritier et de co-régner en attendant avec Pachacutec. Ce qu'il accepte.
Son frère lui laisse la place. Toutefois il semble que, même s'il n'a pas atteint le niveau qu'attendait son père, il ne tombe pas en disgrâce. Il garde une position importante dans l'État aux côtés de son père et de son frère. Il peut garder son palais et la formation de grand lignage, facultés attribuées généralement à l'Inca régnant. Il passe en quelque sorte du statut d'Inca co-régnant à celui de vice-Inca de son frère.

### Un général brillant
Tupac fait construire alors son propre palais le « Pucamarka » ou « palais pourpre », dans le Hanan Q'usqu (Haut Cusco) et choisit pour « coya », ou épouse royale, sa sœur Mama Ocllo aussi appelée Tucta Cuca dont il a notamment un fils qui lui succèdera à son tour sous le nom de Titu Kusi Huallpa, qui changera plus tard son nom en Wayna Kapak ou Huayna Capac (Wayna Qhapaq en quechua, « Jeune Chef »).
Durant le règne de son père, c'est un grand général qui, par ses conquêtes, permet à l'Empire inca d'atteindre son extension à la fois la plus large et la plus rapide. Pachacútec l’envoie au nord afin de consolider les territoires déjà soumis et en conquérir de nouveaux. Après avoir atteint Cajamarca, Tupac Yupanqui dirige des expéditions militaires contre l’Empire Chimú (guerre chimú-inca), dirigés par Minchansaman, lesquels il soumet en coupant l’irrigation de sa capitale, contre les Chachapoyas et contre les Chumbivilcas. Puis dans une deuxième campagne il soumet les Cañaris, les Quillaco ou Quitus au nord, les Mantas et les peuples du golfe de Guayaquil pour étendre sa domination sur la presque totalité de l'actuel Équateur.
En 1471, à la suite de la mort de Pachacutec, Tupac devient unique seigneur des incas. Yamqui Yupanqui, avec lequel Pachacútec partage le gouvernement de la partie Hanan (haute) de l’empire, confirme Tupac Yupanqui comme successeur de son père, renonçant à une prise de pouvoir. 
Certains historiens estiment que Amaru Yupanqui et Yamqui Yupanqui sont initialement souverains, mais sont renversés ou abdiquent à cause de leur âge ou de leur manque de capacités militaires. 

### Premières années de règne
Tupac se lance dans de grandes campagnes terrestres et même maritimes et donne au territoire inca sa plus grande et fulgurante extension. Son règne couvre le dernier quart du XVe siècle. L’anthropologue américain John Howland Rowe le situe entre 1471 et 1493, en se basant sur la chronique coloniale de Miguel Cabello de Valboa. L'historien péruvien José Antonio del Busto estime que son règne dure de 1471 à 1485, tandis que Santos García Ortiz indique qu'il a lieu entre 1478 et 1488.
Il commence son règne, marqué par une corégence avec son frère Yamqui Yupanqui, par une expédition militaire contre les peuples de l’Amazonie, appelés les « Chunchos » par les Incas. Après de durs combats dans l’humide forêt tropicale, ces peuples sont eux aussi soumis, tandis que dans l’altiplano andin un cacique du nom de Coaquiri fomente des révoltes. Ce-dernier prétend que l’Inca serait mort et que les armées incas dans la forêt amazonienne auraient disparu.

### Révolte de l’altiplano et conquête du sud
Tupac Yupanqui, enragé, se dirige à toute hâte vers la région de l’altiplano afin d’une fois pour toutes soumettre ses anciens peuples. Après avoir éteint le cœur de la révolte au lac Titicaca, il se dirige contre les peuples plus au sud, vainquant les Charcas, les Chichas, et les Cochabambas. Puis il continue par le désert d’Atacama, atteignant les terres Mapuches, où, malgré la résistance des guerriers Araucans, Túpac Yupanqui repousse les frontières de l'Empire jusqu'au río Maule, au cœur de l'actuel territoire chilien. Il n’arrive toutefois pas à soumettre les peuples au delà de ce fleuve. Durant son séjour au Chili, une terrible sécheresse éclate aux environs de Cuzco. Amaru, qui est chargé du gouvernement de la capitale en l’absence de son frère, fait de son mieux pour gérer la situation.

### Administration
Suivant ces campagnes, Tupac n’entreprend plus d’expéditions militaires, se concentrant sur l’administration de l’État. Ainsi il envoie plusieurs inspections dans toutes les régions de l’empire. Ces inspecteurs doivent surveiller le fonctionnement et implanter le système d’organisation de l’État. Les chroniqueurs espagnols rapportent alors la « tyrannie » de Tupac Yupanqui, qui exige via ces inspections de plus grands tributs.
Cependant l’un des principaux inspecteurs, Tupac Capac, un frère de l’Inca, prépare un coup d’État pour renverser le souverain. Malgré la grande discrétion des comploteurs, Tupac Yupanqui est informé du plan des insurgés et les fait tous exécuter,.

### Succession
L'étendue de l'empire, la géographie et la diversité des cultures rendent fragile l'autorité de l'Inca. Des intrigues de cour pour le pouvoir, la course à la succession au sein de l'aristocratie Inca et de sa propre famille suscitent ainsi des complots contre l'empereur et Tupac Yupanqui meurt assassiné, probablement empoisonné. Le meurtre a probablement été accompli par Chuki Ocllo, l’une des concubines de l’Inca, la mère de Cápac Huari, qui tente d’arracher le pouvoir au successeur désigné, Titu Kusi Huallpa (Huayna Capac). Malgré les efforts des comploteurs, Huayna Capac monte sur le trône et Cápac Huari sera exilé à Chinchero.

## Expedition Maritime
Selon l’historien péruvien José Antonio del Busto (es), soutenu notamment par María Rostworowski et Waldemar Espinoza, qui a retracé un document rédigé par le conquistador Pedro Sarmiento de Gamboa, l’Inca Tupac aurait effectivement réalisé une expédition d’envergure dans le Pacifique durant sa campagne au golfe du Guayaquil, pendant le règne de son père. En effet, d'après del Busto, les deux îles abordées par Tupac seraient fort probablement les deux îles les plus proches du continent sud-américain, soit Mangareva, l’île principale de l’archipel des Gambier, et l’île de Pâques.
D'après Jean Hervé Daude, les soldats de la garde d’élite de l’Inca suprême, surnommés plus tard « Orejones » par les Espagnols, c’est-à-dire « Longues oreilles » ou littéralement « Oreillards », auraient été à l’origine de l'arrivée du fameux peuple des « Longues oreilles » tel que rapporté par la tradition orale des habitants de l'île de Pâques. Ces nouveaux arrivants avaient les oreilles percées et fortement distendues pour l'insertion de grands ornements. Différents des Polynésiens sur l'Île, ils étaient trapus et furent qualifiés de « Hanau Eepe », alors que les Polynésiens se qualifiaient d'hommes minces: les « Hanau Momoko ».
Anoblis par l’Inca suprême, ces Orejones (ou encore « Oreillards ») avaient le privilège de porter des pendentifs qui permettaient de leur allonger les lobes d’oreilles. Originaires des hauts plateaux andins, ils étaient d’apparence trapue. Cette deuxième migration aurait été extrêmement significative dans l'histoire de l'Île de Pâques. Les Incas seraient arrivés sur l'Île avec une compétence poussée en architecture monumentale et ils auraient été les instigateurs de la construction des différents monuments de pierre. Des comparaisons entre des monuments de l'île, inconnus ailleurs en Polynésie, et des monuments andins ont permis de trouver une équivalence.

## Œuvre

Les conquêtes de Tupac Yupanqui.

Tupac Yupanqui a poursuivi et parachevé l’œuvre constructrice et organisatrice remarquable engagée par son père Pachacútec. Il dote ses États d’une solide administration, d'un réseau routier très développé qui franchit des cols élevés, reliant les différentes provinces et permettant une rapide transmission des ordres du pouvoir central aux nombreux fonctionnaires locaux. Sous son règne, une élite est formée dans les écoles de la capitale pour gérer l’administration. Ces « oreillards », nommés ainsi en raison des lourds anneaux qu’ils portent aux oreilles, jouissent de biens personnels assez considérables.

## Épouses et descendance

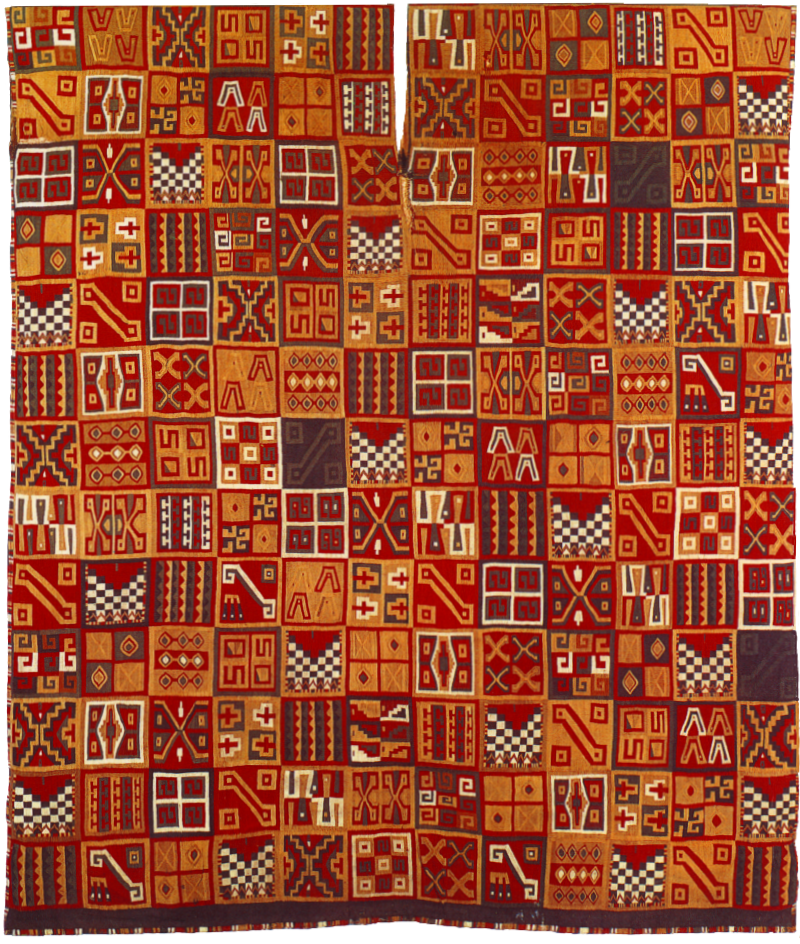
Tunique en fine laine de vigogne et coton de Tupac Yupanqui. « Chaque nation s’habillait avec un vêtement similaire à celui que portaient les membres de sa communauté ». Ici la tunique de Tupac Yupanqui reprend probablement la plupart des symboles des nations composant l’empire inca. Date : après 1450. Conservée à la Dumbarton Oaks library, Washington. Voir le portrait ci-dessus de Tupac Yupanqui par Guamán Poma, où il semble porter cette tunique.

### Avec Mama Ocllo Qoya
Mama Occlo Qoya est sa sœur, qu'il épouse en 1459 ou 1460 selon la coutume rituelle impériale du mariage consanguin. Il aura avec elle :
- Amaru Tupaq, (né en 1460) ; probablement père de :
  - Mama Chimpu Runtu Qoya, qui épouse son oncle Wayna Qapaq Inca (soit le nom en quechua du suivant)
- Titu Kusi Wallpa (Huayna Capac de son nom de règne, Sapa Inca XI successeur de Tupac Yupanqui)
- Qewar Tupaq, mort en 1527
- Tupaq Wallpa (aussi appelé Topa Hualpa[N 4], futur roi inca sous domination espagnole, mort en 1533), père de :
  - Chumbicama Palla
  - Cusi Wallpa, né en 1519; baptisé Francisco Tupaq Inca Yupanqui
  - Chimpu Ocllo (1520 - 1571) baptisée Palla Isabel Yupanqui[N 5] ; maîtresse du conquistador espagnol Sebastián Garcilaso de la Vega y Vargas (en) (1506 - 1559) dont elle eut Inca Garcilaso de la Vega (1539 - 1616), le célèbre chroniqueur et écrivain métis ; veuve, elle épousera en deuxièmes noces Juan de Pedroche (deux filles : Ana Ruíz et Luisa de Herrera).
  - Leonor Yupanqui, qui épousera Juan Ortiz de Zárate
- Titu Rimachi
- Mayta Yupanqui
- Mama Cusirimay Qoya, mariée à son frère Huayna Capac
- Mama Kuka; supérieure des mamakunas ; †1527

### Avec Chuqui Ocllo
Chuqui ou Chuki Ocllo  est une concubine, exécutée en raison de complots.
- Capac Huari (Qhapaq Wari), également exécuté.

### Avec Curi Ocllo
Curi Ocllo est une concubine, elle sera exécutée à la suite de complots.

### De mères inconnues
- Sinchi Roqa
- Tomay
- Atoq